# Clione limacina
Änglavinge (Clione limacina) är ett blötdjur i släktet Clione som finns på mellan 0 och 350 meters djup, i både Norra ishavet och Antarktiska oceanen. Den beskrevs först av Martens 1676 och var den första arten i gruppen nakna vingfotingar som beskrevs.